# Vladimír Kozárek

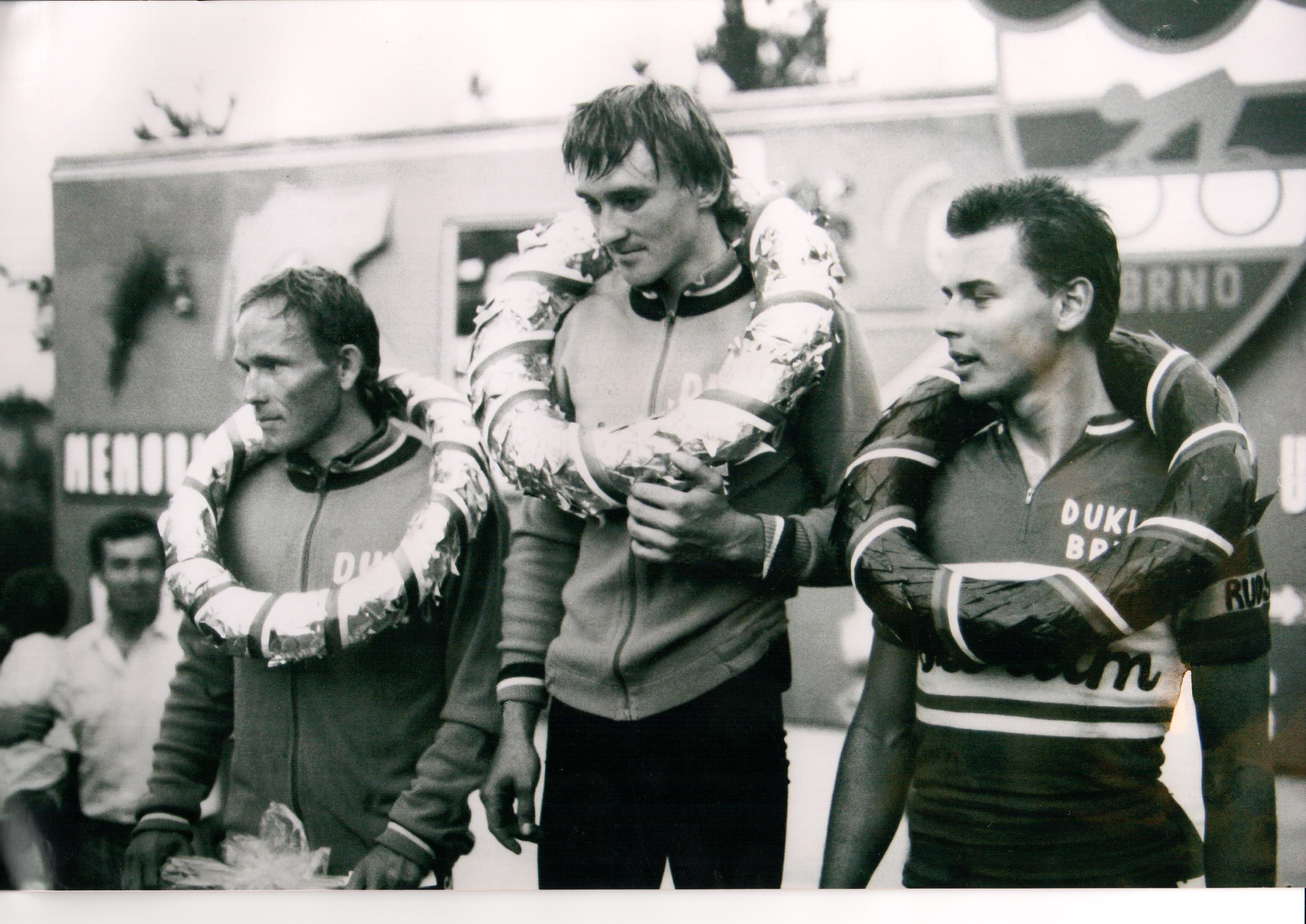
Vladimír Kozárek bei der Siegerehrung

Vladimír Kozárek  (* 8. Januar 1962 in Přerov, Tschechoslowakei; † 5. Oktober 2021) war ein tschechoslowakischer Radrennfahrer.

## Karriere
Vermutlich ab 1976 trainierte er für OP Prostějov und ging 1978 nach Brno, um bei Favorit Brno zufahren. 1980 konnte er den Course de la Paix Juniors gewinnen. 1982 belegte er Platz 2 bei der Tour de Bohemia, nahm an der Internationale Friedensfahrt teil, welche er auf dem 11. Platz beendete und gewann das italienische Rennen Settimana Ciclistica Lombarda. Mit Eintritt in die Armee 1983, wechselte er zum ASC Dukla und fuhr für die Radsportabteilung Dukla Brno. Zur Saisoneröffnung 1983 gewann Kozárek das Rennen Velká Bíteš–Brno–Velká Bíteš und belegte erneut den 11. Platz bei der Friedensfahrt 1984 beendete er die Rheinland-Pfalz-Rundfahrt auf dem dritten Gesamtrang. 1986 erwirkte er Platz 2 in der Gesamtwertung bei der Tour de Bohemia (ein Etappensieg) und Platz 9 in der Gesamtwertung der DDR-Rundfahrt. Für die Internationale Friedensfahrt 1986 war Kozárek vorgesehen und diese startete in Kiew. Von einem westlichen Fahrer hatte er erfahren, dass es kurz zuvor zu der Nuklearkatastrophe von Tschernobyl gekommen ist. Vor dem Start wurde bei ihm Fieber festgestellt und Kozárek nahm nicht an der Friedensfahrt teil. 1988 gewann er bei der Amateur-Ausgabe der Belgien-Rundfahrt eine Etappe. 1989 beendete Kozárek die Slowakei-Rundfahrt auf dem zweiten Gesamtrang. 1991 gewann der das spanische Rennen Cinturón Ciclista Internacional a Mallorca und belegte Platz 9 beim Grand Prix Guillaume Tell. Kozárek fuhr bis 1994 Rennen.
Er führte ab 2000 ein Sportartikelgeschäft in Brno.

## Erfolge
1982
- Settimana Ciclistica Lombarda

1983
- Velká Bíteš–Brno–Velká Bíteš

1985
- eine Etappe Milk Race

1988
- eine Etappe Belgien-Rundfahrt

1991
- Cinturón Ciclista Internacional a Mallorca